# 26 رجب
- السبت
- الأحد
- الاثنين
- الثلاثاء
- الأربعاء
- الخميس
- الجمعة

- 2728 ديسمبر 2024
- 2829 ديسمبر 2024
- 2930 ديسمبر 2024
- 3031 ديسمبر 2024
- 11 يناير 2025
- 22 يناير 2025
- 33 يناير 2025
- 44 يناير 2025
- 55 يناير 2025
- 66 يناير 2025
- 77 يناير 2025
- 88 يناير 2025
- 99 يناير 2025
- 1010 يناير 2025
- 1111 يناير 2025
- 1212 يناير 2025
- 1313 يناير 2025
- 1414 يناير 2025
- 1515 يناير 2025
- 1616 يناير 2025
- 1717 يناير 2025
- 1818 يناير 2025
- 1919 يناير 2025
- 2020 يناير 2025
- 2121 يناير 2025
- 2222 يناير 2025
- 2323 يناير 2025
- 2424 يناير 2025
- 2525 يناير 2025
- 2626 يناير 2025
- 2727 يناير 2025
- 2828 يناير 2025
- 2929 يناير 2025
- 3030 يناير 2025
- 131 يناير 2025

26 رجب أو 26 رجب الفرد أو 26 رجب المُرجَّب أو يوم 26 \ 7 (اليوم السادس والعشرون من الشهر السابع) هو اليوم الثالث بعد المائتين (203) من أيَّام السنة (أو الرابع بعد المائتين لو كان شهر جمادى الآخرة مُتممًا لليوم الثلاثين أو الخامس بعد المائتين لو أتم كلاً من صفر وربيع الآخر وجمادى الآخرة ثلاثين يوماً) وفق التقويم الهجري القمري (العربي). يبقى بعده 151 أو 152 يومًا لانتهاء السنة.

## أحداث
- 255 هـ - تَولَّي الخليفة «محمد المهتدي بالله بن هارون الواثق بن المعتصم» عرش الدولة العباسية، وهو الخليفة الرابع عشر في سلسلة الخلفاء العباسيين.
- 1370 هـ - تأميم النفط في إيران.
- 1390 هـ - تشكلت وزارة أردنية جديدة برئاسة أحمد طوقان رئيس الديوان الملكي الأسبق ضمت ستة عسكريين.
- 1394 هـ - الجيش التركي يدخل العاصمة القبرصية نيقوسيا في أعقاب الانقلاب العسكري الذي شهدته قبرص ووصول حكومة عسكرية من القبارصة اليونانين إلى الحكم.
- 1404 هـ - بدء حرب ناقلات النفط أثناء الحرب العراقية / الإيرانية بعد تدمير ناقلة النفط السعودية «سفينة العرب».
- 1429 هـ - اللجنة الأولمبية الدولية ترفع الحظر المفروض على العراق من المشاركة في دورة الألعاب الأولمبية الصيفية لتلك السنة.
- 1430 هـ - إجراء انتخابات الرئاسة في موريتانيا لاختيار رئيس جديد بعد ما يقارب العام من الانقلاب العسكري الذي أطاح بالرئيس المدني المنتخب سيدي محمد ولد الشيخ عبد الله.
- 1431 هـ - هجوم انتحاري في مقاطعة مومند الواقعة ضمن المناطق القبلية الخاضعة للإدارة الاتحادية في باكستان، يؤدي لمقتل 104 أشخاص وجرح 120 آخرين.
- 1432 هـ - المحكمة الجنائية الدولية تصدر مذكرة بتوقيف العقيد معمر القذافي ونجله سيف الإسلام ورئيس جهاز الاستخبارات عبد الله السنوسي بتهمة ارتكاب جرائم ضد الإنسانية في ليبيا وذلك على خلفية القتال الدائر في ليبيا بعد اندلاع الثورة ضد النظام الحاكم.
- 1439 هـ - مقتل أكثر من 257 شخص إثر سقوط طائرة للقوات الجوية الجزائرية من نوع إليوشن إي أل-76 بالقرب من مطار بوفاريك العسكري في الجزائر.
- 1446 هـ - مقتل 24 شخصًا وإصابة 124 آخرين في بلدة كفر كلا جنوب لبنان بنيران إسرائيلية.

## مواليد
- 833 هـ - محمد الفاتح، سابع سلاطين الدولة العثمانية.
- 1166 هـ - أحمد بن زين الدين الأحسائي، فيسلوف ومتكلم مسلم وفقيه جعفري أحسائي.
- 1293 هـ - محمد الخضر حسين، عالم تونسي تولى مشيخة الأزهر.
- 1350 هـ - زكي موران، مغني تركي.
- 1358 هـ - علي المفيدي، ممثل كويتي.
- 1360 هـ - محمد الغنوشي، سياسي تونسي.
- 1371 هـ - هالة سرحان، إعلامية مصرية.
- 1376 هـ - هناء ثروت، ممثلة مصرية.
- 1398 هـ - معن عبد الحق، ممثل سوري.
- 1400 هـ - خالد عبد القدوس، لاعب كرة قدم كويتي.

## وفيات
- 681 هـ - ابن خلكان، مؤرخ وقاضي قضاة مسلم.
- 725 هـ - أبو الوليد إسماعيل الأول، خامس ملوك غرناطة.
- 992 هـ - عبد الرحمن بن الفرفور، فقيه وقاضي وشاعر شامي.
- 1370 هـ - منصور بن عبد العزيز آل سعود، وزير الدفاع والطيران في السعودية.
- 1393 هـ - محمود تيمور، أديب وراوي ومسرحي مصري.
- 1408 هـ - عبد اللطيف محمد الغانم، رئيس المجلس التأسيسي الكويتي.
- 1413 هـ - عصمت عبد العليم، ممثلة ومغنية مصرية.
- 1414 هـ - متري نعمان، كاتب مسرحي وشاعر وناشر ومترجم لبناني.
- 1426 هـ - إيلي صنيفر، ممثل لبناني.
- 1429 هـ - عبد العظيم المطعني، داعية مصري.
- 1433 هـ - نايف بن عبد العزيز آل سعود، أمير سعودي.

## وصلات خارجية
- صحيفة اليوم: حدث في مثل هذا اليوم.
- موقع قصة الإسلام: حدث في شهر رجب.